# ATR 72

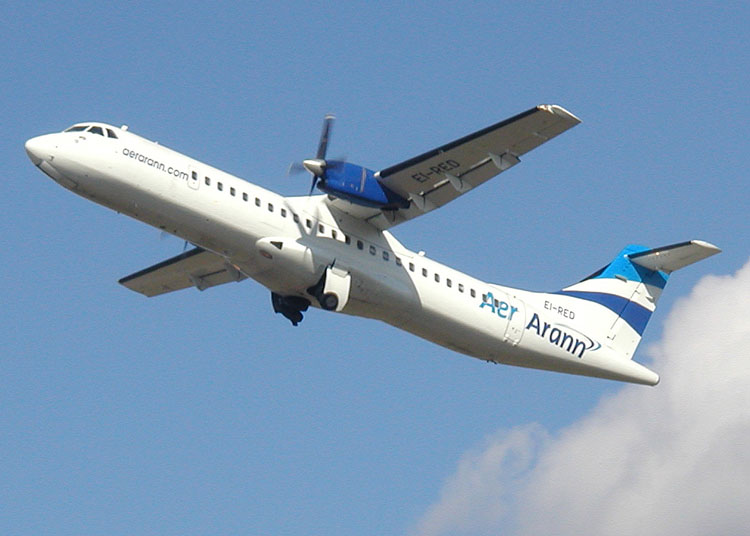
ATR 72 van Aer Arann

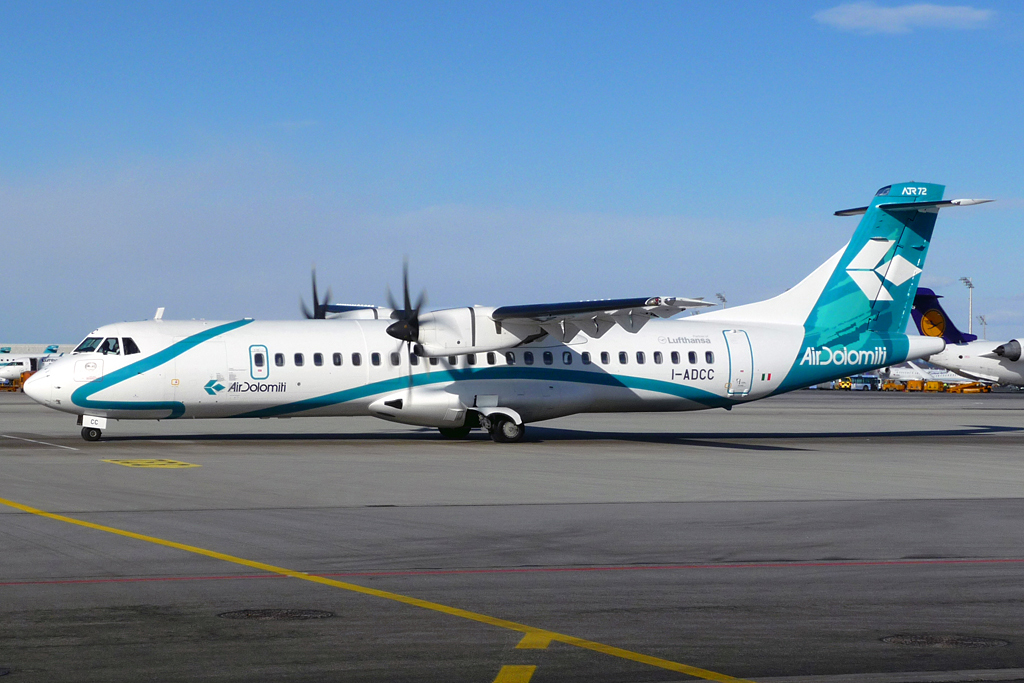
ATR 72-500 van Air Dolomiti

De ATR 72 is een tweemotorig turboprop-passagiersvliegtuig, gebouwd door de Frans-Italiaanse vliegtuigbouwer Avions de transport régional/Aerei da Trasporto Regionale (ATR). Het kan 74 passagiers vervoeren en heeft een tweekoppige bemanning.
De ATR 72 is een met 4,5 meter verlengde versie van de ATR 42. De vleugels zijn ook aangepast. Het toestel werd in 1985 aangekondigd op de luchtvaartshow van Parijs en maakte haar eerste vlucht op 27 oktober 1988. Het vliegtuig kreeg een Amerikaanse en Franse certificatie eind 1989. Op 27 oktober 1989 nam de Finse luchtvaartmaatschappij Kar Air het toestel als eerste in gebruik. Andere vroege gebruikers zijn Foshing Airlines, NFD (later Eurowings), CSA, American Eagle, TAT, Air Littoral, LOT, Olympic Aviation en Finnair.
Naast de ATR 72-200 zijn er twee andere ontwikkelingen die hierop volgen: de ATR 72-210 en de ATR 72-500 (hernoemd van de ATR 72-210A op 18 mei 1998). De ATR 72-210 is geoptimaliseerd voor hete klimaten en hoge gebieden. De ATR 72-210 heeft sterkere PW-127-motoren van Pratt & Whitney voor een beter klimvermogen.
De ATR 72-500 is een verdere verbetering van de "hete en hoge" 210-serie. Dit model is gecertificeerd in begin 1997. Het toestel beschikt over twee PW-127F-motoren van Pratt & Whitney die zesbladige composietpropellers van Hamilton Sundstrand aandrijven.
De ATR 72-500C is een nog niet gelanceerd derivaat met een herontworpen staartgedeelte voor een achterste laadruimte, bedoeld voor zowel militair als commercieel gebruik. En zoals met de ATR 42, is er voor de ATR 72 ook een militaire maritieme surveillanceversie uitgebracht - bekend als de Petrel 72.
Avions de transport régional had ook plannen voor een nieuw toestel, de ATR 82, waarvoor de ATR 72 de basis zou vormen. De ATR 82 zou ruimte bieden voor 78 passagiers, en aangedreven worden door twee AE-2100-turboprops van Allison (ATR had voor een tijd ook plannen voor turbofans) en zou een kruissnelheid hebben van 610 km/h (330 kt). De ATR 82 werd geschrapt toen AI(R) werd gevormd in 1996.

## Technische gegevens
- bezetting: 2 bemanningsleden + 74 passagiers
- bagageruimte: 10,6 m³
- maximumsnelheid: 509 km/h (275 knopen)
- vliegbereik: 1685 km
- spanwijdte: 27,1 m
- lengte: 27,2 m
- hoogte: 7,7 m

## Incidenten en ongelukken
- Op 31 oktober 1994 crashte een ATR 72 tijdens American Eagle-vlucht 4184 na ijsvorming op de vleugels en het daaruit voortvloeiende overtrekken van het vliegtuig. De National Transportation Safety Board was bijzonder scherp in de kritiek naar Avions de Transport Regional en de Franse en Amerikaanse luchtvaartautoriteiten. Referenties naar vijf voorgaande ongevallen met ATR 42- en 72-toestellen werden gemaakt. Op 16 oktober 1987 crashte een ATR 42 van de Italiaanse maatschappij ATI tijdens vlucht 460 van Milaan naar Keulen met 37 slachtoffers boven de Italiaanse Alpen na ijsvorming. In december 1988 kon een ATR 42 op vlucht 4295 van American Eagle bij landing bij Mosinee nog rechtgetrokken worden na plots en onverwacht overtrekken.
- Op 6 augustus 2005 maakte een ATR 72 van de Tunesische luchtvaartmaatschappij Tuninter (vlucht 1153) voor de kust van Sicilië een noodlanding op zee, nadat de brandstof in de lucht opraakte. Er kwamen 16 personen om het leven.
- Op 4 augustus 2009 stortte een ATR 72 van Bangkok Airways neer op Koh Samui. Hierbij kwam een van de piloten om het leven, en 34 van de 72 inzittenden raakten gewond. Zie Crash Bangkok Airways op Koh Samui.
- Op 4 november 2010 is een ATR 72-212 neergestort op Caribisch gebied, van de Cubaanse luchtvaartmaatschappij Aero Caribbean met 61 passagiers en 7 bemanningsleden, terwijl ze op weg waren van Santiago de Cuba naar Havana, Cuba. Er was vlak voor de crash een noodsituatie gemeld en het toestel verloor daarna het contact met de luchtverkeersleiding. Zie Aero Caribbean-vlucht 883
- Op 2 april 2012 stortte een ATR 72 van de Russische maatschappij UT Air met aan boord 43 personen (39 passagiers en vier bemanningsleden) kort na vertrek op 35 km afstand van de Siberische stad Tjoemen neer. Direct na de crash vloog het toestel in brand. Bij dit ongeluk kwamen 31 personen om het leven, onder wie de vier bemanningsleden.[1] De vermoedelijke oorzaak van het ongeluk was ijsvorming op de vleugels.[2]
- Op 2 februari 2013 schoot een ATR 72 van de Roemeense maatschappij Carpatair van de baan op het Italiaanse vliegveld Fiumicino, vermoedelijk door een hevige zijwind. Enkelen raakten gewond.[3]
- Op 16 oktober 2013 stortte een ATR 72-600 (vlucht QV301) van Lao Airlines in de Mekong bij de landing op Pakse International Airport, Laos. Alle 49 inzittenden kwamen daarbij om. Dit is de eerste ATR 72-600 die verloren ging bij een ongeluk.[4]
- Op 23 juli 2014 stortte een ATR 72 (vlucht GE222) van TransAsia Airways met de route Kaohsiung, Taiwan naar Penghu, een eilandengroep aan de westkust van Taiwan. Het ging mis bij de landing op Magong Airport. 47 personen overleden, elf zwaargewonde personen hebben de ramp overleefd. De crash gebeurde onder zware weersomstandigheden. Er was sprake van onweer en er was een tyfoon actief in het gebied.
- Op 4 februari 2015 stortte een ATR 72-600 (vlucht GE235) van TransAsia Airways vlak na vertrek uit Taipei in een rivier, nadat beide motoren waren uitgevallen. Het vliegtuig, dat onderweg was naar Kinmen, had vijf bemanningsleden en 53 passagiers aan boord. Zeker 35 van de inzittenden overleefden het ongeluk niet.[5]
- Op 18 februari 2018 stortte een ATR-72 (vlucht AS3704) van de Iraanse maatschappij Iran Aseman Airlines 50 minuten na vertrek uit Teheran neer. Het vliegtuig was voor een binnenlandse vlucht onderweg naar Yasuj. Alle 66 mensen aan boord kwamen om het leven.
- Op 15 januari 2023 stortte een ATR 72 van Yeti Airlines neer in Nepal tijdens Yeti Airlines-vlucht 691.
- Op 9 augustus 2024 stortte een ATR 72-500 van Voepass Linhas Aéreas neer in de buurt van de Braziliaanse stad São Paulo. Het toestel had 62 mensen aan boord, inclusief de bemanning.[6]